# SN 1999fl
SN 1999fl – supernowa typu II odkryta 3 listopada 1999 roku w galaktyce A023005+0044. W momencie odkrycia miała maksymalną jasność 24,90m.